# José María Poblador Álvarez
José María Poblador Álvarez (Osca, 23 d'agost de 1898-Barcelona, 6 de maig de 1983) fou un advocat i polític falangista català.

## Biografia
Es llicencià en dret per la Universitat de Barcelona, on fou expedientat sovint per les seves activitats ultradretanes, i treballà com a funcionari oficial lletrat de tribunal al Jurat Mixt de la Construcció. Formà part dels grups ultres La Traza, Peña Ibérica, formada per seguidors radicals del RCD Espanyol (en el qual fou jugador de la secció de rugbi), i dirigí els diaris ultres La Verdad Deportiva i Furia Española. Fou empresonat alguns cops per provocar aldarulls amb els seus seguidors a la Plaça de Sant Jaume.

### Vida política
A començaments dels anys 1930 va militar en el carlisme, però poc després ingressà al Partido Nacionalista Español de José Maria Albiñana, i el 1932 fou empresonat per donar suport l'intent de cop d'estat del general Sanjurjo. El 1933 es va crear l'organització de militars España Club, impulsada bàsicament per tinents i capitans oposats al rumb, segons ells «esquerranista», de la República i militars retirats per la llei Azaña i Poblador s'hi va unir. Poc després fundaria el nucli barceloní de les JONS a la fàbrica CROS de Badalona. El 1934 va unificar el seu grup amb la Falange Española, però se'n va separar el 1935 i formà part del Partido Español Nacional Sindicalista (PENS), per al qual anà a Roma a demanar suport econòmic a Benito Mussolini. A començaments de 1936, però, tot el seu grup es va reintegrar a Falange.
Juntament amb la resta de falangistes catalans (Luys Santa Marina, Robert Bassas, José Ribas) va preparar la sublevació de la caserna de Pedralbes el 18 de juliol de 1936 com a cap territorial de milícies i enllaç amb la UME. Quan aquest fracassà, fou detingut amb Luys Santa Marina i tancat a la presó Model de Barcelona, on hi va romandre fins a començaments de 1939. Quan va ser cridat per ser portat, juntament amb els germans Bassas i Jesús Pascual, al Santuari de Santa Maria del Collell per ser assassinats, no va sentir la crida, a causa del seu deteriorat estat de salut, la qual cosa el va salvar.
Després de la guerra civil espanyola, fou nomenat assessor jurídic del Sindicat Vertical, i del 1939 al 1943 fou delegat provincial d'Auxilio Social. Va mantenir algunes polèmiques periodístiques amb Luys Santa Marina i no va participar més en política.